# 駐在所
駐在所（英語：Residential police box），是在台灣以及日本行政單位依照相關法規，為山區、孤島等偏遠或特殊地區之警察或消防單位執行勤務區域所設置的行政場所。

## 日本
是日本政府為在偏遠或特殊地區執行勤務的警察和消防相關人員所設立的行政設施，有時候還有附屬的生活起居空間。

## 臺灣

### 臺灣日治時期
為「蕃務官吏駐在所」及「警察官吏駐在所」的簡稱，是日治時期設立於蕃地的基層警察機關，負責治安與教化的行政統治任務，
同時也負有授權的經濟任務和教導原住民兒童的教育任務。

### 中華民國時期
在臺灣，一般派出所（分駐所）的轄區，會分成幾個「警勤區」，分派員警負責警勤區內之規劃、勤務執行及督導，但是，一些偏遠或是特殊的警勤區，沒辦法與其他警勤區聯合實施共同勤務，就會特別設置駐在所，由駐在所的警員單獨執行勤務。但在實際的警察行政上，今日台灣本島境內原有的駐在所（原本多設在山地鄉或其他交通要口），大部分都已改為派出所，目前仍有台北市政府警察局士林分局平等駐在所、高雄市政府警察局林園分局大發駐在所。在中華民國的離島方面，澎湖縣白沙分局則尚有「員貝駐在所」（管轄員貝嶼）、「鳥嶼駐在所」（管轄鳥嶼）、「大倉駐在所」（管轄大倉嶼），又中華民國福建省方面，還保留一個「烏坵駐在所」管轄烏坵嶼（詳見台灣警察分局列表）。

## 延伸閱讀
- 林一宏（2000），〈八通關越嶺道東段四處駐在所遺址之研究〉，《中華民國建築學會第十二屆建築研究成果發表會論文集》，頁205-207。臺北：中華民國建築學會。
- 林一宏（2011），〈總督的指尖：從霧社事件看警察官吏駐在所〉，《臺灣博物》(30卷4期)。臺北：國立臺灣博物館，頁10-19。
- 林一宏（2010），《日治時期臺灣山地「駐在所」建築之初步研究》。98年度國立臺灣博物館自行研究計畫，未出版。
- 鄭安睎（2011），〈日治時期蕃地隘勇線的推進與變遷(1895-1920)〉。臺北:國立政治大學 民族研究所。